# ALMA Award
Die American Latino Media Arts Awards (kurz ALMA Awards) sind eine Auszeichnung, die an lateinamerikanische Schauspieler, Regisseure und Musiker vergeben werden, die sich um eine positive öffentliche Darstellung ihrer Landsleute verdient gemacht haben.
Der Preis wurde 1995 vom US-amerikanischen National Council of La Raza ins Leben gerufen, um den negativen Stereotypen in der US-amerikanischen Unterhaltungsindustrie entgegenzuwirken. Die Auszeichnungen werden jährlich verliehen.

## Preisträger (Auszug)

### 2006
- Shakira
- Eva Longoria
- Andy García
- Jimmy Smits
- Eva LaRue

### 2007
- Edward James Olmos
- Benito Martinez
- Kenny Ortega

### 2008
- Charlie  Sheen
- Roselyn  Sanchez
- Judy  Reyes

### 2009
- Salma Hayek
- Óscar de la Hoya
- Raul Yzaguirre
- Jessica Alba
- John Leguizamo
- Penélope Cruz für ihre Leistung in Vicky Cristina Barcelona
- Benjamin Bratt
- Lauren Vélez
- Oscar Nuñez
- Selena Gomez
- David Archuleta
- Alfredo De Villa
- Mary Ann Valdes
- Jeanne Van Phue
- Rick Najera

### 2011

#### Film
- Bester Film: A Better Life
- Bester Filmschauspieler: Antonio Banderas in Ich sehe den Mann deiner Träume
- Beste Filmschauspielerin in der Kategorie Drama/Adventure: Jessica Alba in Machete
- Beste Filmschauspielerin in der Kategorie Komödie/Musical: Alexa Vega in From Prada to Nada

#### Fernsehen
- Beste Fernsehserie: Desperate Housewives
- Bester Darsteller in einer Reality-Sendung, Varietevorstellung oder Comedy-Sendung: George Lopez in Lopez Tonight
- Bester Fernsehschauspieler/Hauptdarsteller: Adam Rodriguez in CSI: Miami
- Bester Fernsehschauspieler/Nebendarsteller: Rico Rodriguez in Modern Family
- Beste Fernsehschauspielerin/Hauptdarstellerin in der Kategorie Drama: Coté de Pablo in Navy CIS
- Beste Fernsehschauspielerin/Hauptdarstellerin in der Kategorie Komödie: Demi Lovato in Sonny Munroe
- Beste Fernsehschauspielerin/Nebendarstellerin: Maria Canals-Barrera in Die Zauberer vom Waverly Place

#### Musik
- Bester männlicher Musiker: Pitbull
- Beste weibliche Musikerin: Naya Rivera

#### Besondere Auszeichnungen
- Herausragendes Leistung in der Kategorie Dokumentarfilm: Raymond Telles
- Herausragendes Leistung in der Kategorie Drehbuch: Cynthia Cidre
- Herausragendes Leistung in der Kategorie Regie: Gregory Nava
- Besondere Leistung: The Harvest
- Den Pepsico Adelante Alma Award 2011: AltaMed Health Services Corporation

### 2012

#### Film
- Bester Film: Girl in Progress
- Bester Filmschauspieler: Diego Boneta als Drew Boley in Rock Of Ages
- Beste Filmschauspielerin in der Kategorie Drama/Adventure: Zoë Saldaña in Colombiana
- Beste Filmschauspielerin in der Kategorie Komödie/Musical: Aubrey Plaza in Safety Not Guaranteed
- Bester Nebendarsteller: Édgar Ramírez in Wrath of the Titans
- Beste Nebendarstellerin: Cierra Ramirez in Girl in Progress

#### Fernsehen
- Bester Darsteller in einer Reality-Sendung, Varietevorstellung oder Comedy-Sendung: Christina Aguilera in The Voice
- Bester Fernsehschauspieler/Hauptdarsteller: Tyler Posey in Teen Wolf
- Bester Fernsehschauspieler/Nebendarsteller in der Kategorie Drama: Jon Huertas in Castle
- Bester Fernsehschauspieler/Nebendarsteller in der Kategorie Komödie: Rico Rodriguez in Modern Family
- Beste Fernsehschauspielerin/Hauptdarstellerin in der Kategorie Drama: Lana Parrilla in Once Upon a Time – Es war einmal …
- Beste Fernsehschauspielerin/Hauptdarstellerin in der Kategorie Komödie: Naya Rivera in Glee
- Beste Fernsehschauspielerin/Nebendarstellerin: Constance Marie in Switched at Birth

#### Musik
- Bester männlicher Musiker: Pitbull
- Beste weibliche Musikerin: Naya Rivera

#### Besondere Auszeichnungen
- Der NCLR ALMA Ricardo Montalban Lebenswerk Award: Henry Darrow
- Herausragendes Leistung in der Kategorie Drehbuch: Cheech Marin
- Besondere Leistung: Christina Aguilera

- Den Pepsico Adelante Alma Award 2011: El Centro Del Pueblo[1]